# Léon Kalenga Badikebele
Léon Kalenga Badikebele (Kamina, Alto Lomami, República Democrática del Congo, 17 de julio de 1956-Roma, 12 de junio de 2019) fue un religioso, obispo católico, diplomático y canonista congoleño. Fue  el arzobispo titular de Magneto y también fue nuncio apostólico en Argentina. Previamente ocupó el cargo ante El Salvador y en Belice.

## Biografía

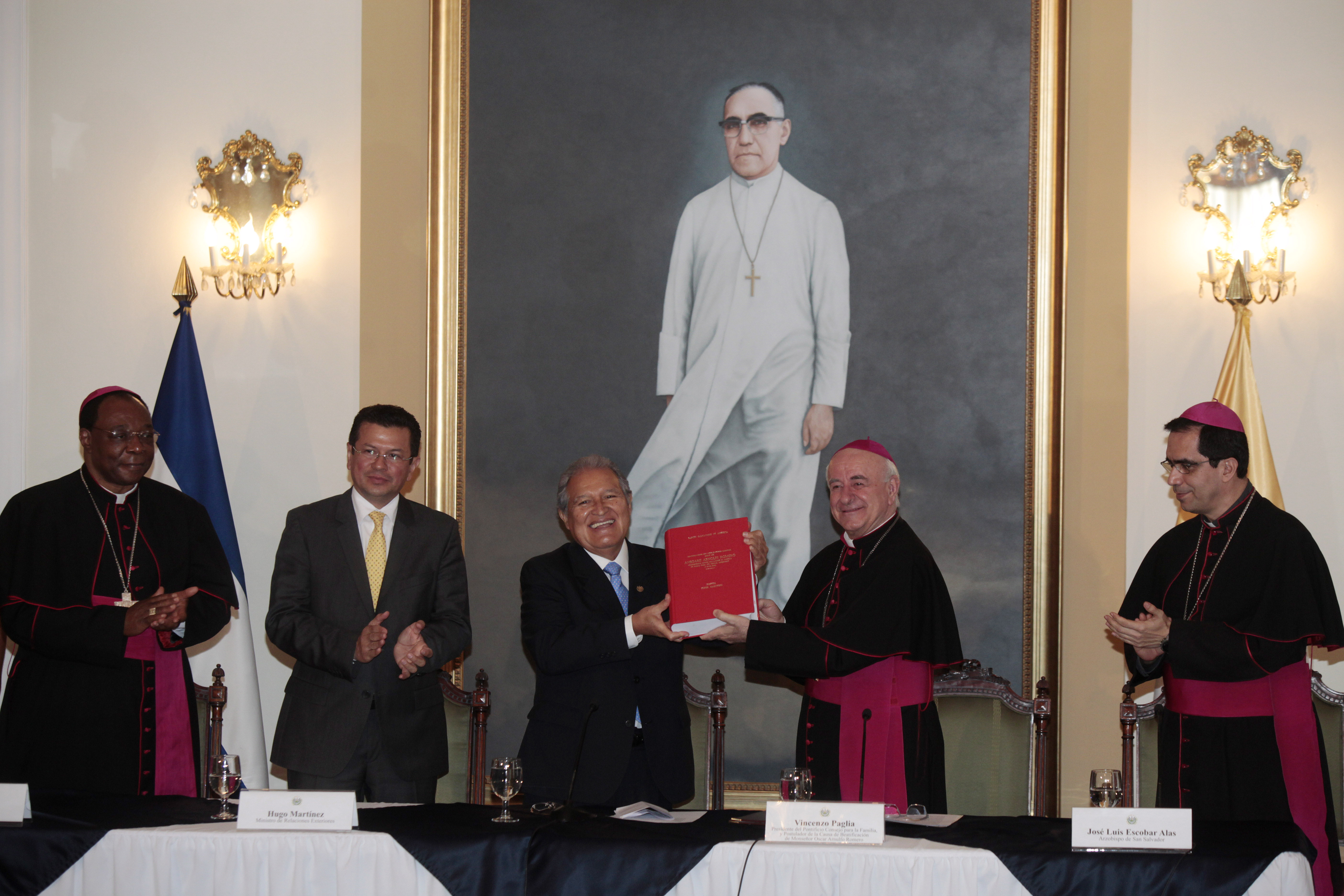
De Izq. a der.: Léon Kalenga Badikebele, Hugo Martínez (canciller de El Salvador), Salvador Sánchez Ceren (Presidente de El Salvador), Vincenzo Paglia y Jose Luis Escobar Alas durante la conferencia de prensa en 2015

Nacido en la ciudad congoleña de Kamina, durante la época del territorio Congo Belga; el día 17 de julio de 1956. Cuando descubrió su vocación religiosa entró en el seminario, en el cual hizo su formación eclesiástica, filosófica y teológica

### Sacerdocio
El 5 de septiembre de 1982 fue ordenado sacerdote por el obispo Mons. François Kabangu wa Mutela, para la Diócesis de Luebo.
Años más tarde, en 1988 ingresó en la Academia Pontificia Eclesiástica de Roma, donde preparó su carrera diplomática y se graduó en Derecho Canónico.
Tras completar sus estudios superiores, el 27 de febrero de 1990 pasó a formar parte del Servicio Diplomático de la Santa Sede y fue enviado como funcionario a las Nunciaturas Apostólicas de países como Haití, Guatemala, Zambia, Brasil, Egipto, Zimbabue y Japón.

### Episcopado
El 1 de marzo de 2008 ascendió al episcopado, cuando fue nombrado por el Papa Benedicto XVI como Arzobispo titular de la Diócesis de Magneto y como Nuncio Apostólico en Ghana. Tras ser ascendido eligió como lema, la frase «Fortes in fide» (en latín). Y recibió la consagración episcopal el 1 de mayo de ese año, a manos de su consagrante principal: el Cardenal-Secretario de Estado de la Santa Sede Mons. Tarcisio Bertone; y de sus co-consagrantes: los también cardenales Mons. Agostino Vallini y Mons. Francesco Coccopalmerio.
Fue del nuncio apostólico en El Salvador desde el 22 de febrero de 2013 hasta el 17 de marzo de 2018. También ejerció al mismo tiempo la Nunciatura en el país de Belice. El 17 de marzo de 2018 fue nombrado nuncio apostólico en Argentina.

### Fallecimiento
El 12 de junio de 2019, falleció inesperadamente durante una reunión de los representantes diplomáticos de la Santa Sede en Roma; tras una larga enfermedad. El mismo papa Francisco celebró la misa de réquiem el 15 de junio, en la Basílica de San Pedro.

## Reconocimientos
En el 24 de mayo de 2018, la Asamblea Legislativa de El Salvador lo declaró Noble Amigo de El Salvador, «en reconocimiento a su esfuerzo y dedicación a la cultura de paz y convivencia». El decreto es sancionado por el presidente Salvador Sánchez Cerén el 6 de junio.